# لي هينريتش
لي هينريتش (بالإنجليزية: Leland G. "Lee" Heinrich)‏ هو سياسي أمريكي، ولد في 29 يوليو 1943. حزبياً، نشط في الحزب الجمهوري. وقد انتخب عضو مجلس ولاية أيداهو.